# Styppax

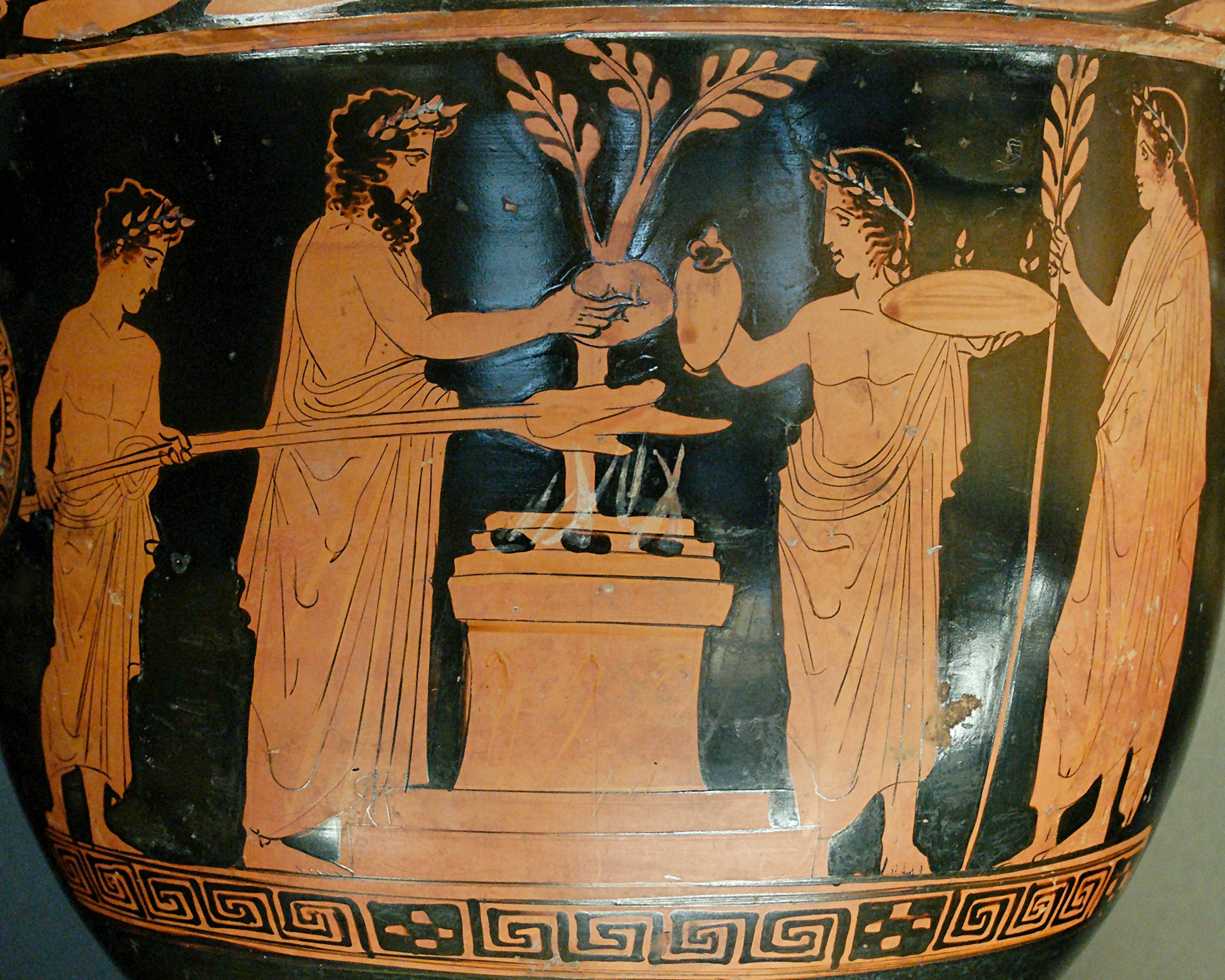
Scène de sacrifice, peut-être inspirée du Splanchnoptès de Styppax, musée du Louvre

Styppax (en grec ancien Στὐππαξ, en latin Styppax) est un sculpteur grec du Ve siècle av. J.-C.
Originaire de Chypre, Styppax s'installe à Athènes, probablement après l'affrontement entre Athéniens et Perses de 450-449 av. J.-C.. On lui connaît une seule œuvre, le Splanchnoptès, littéralement le « grilleur d'abats » : selon Pline l'Ancien, « c'était un petit esclave de Périclès à Olympie, qui grillait des abats et allumait le feu de sa bouche pleine de souffle. » Ce jeune ouvrier, continue Pline, tomba du toit d'un temple en construction sur l'Acropole — sans doute le Parthénon — et fut guéri grâce à une herbe qu'Athéna avait montrée en songe à Périclès. En remerciement, le général athénien dédia à la déesse une statue en bronze à l'effigie du jeune homme, et l'on donna à l'herbe le nom de parthenium. Plutarque rapporte la même anecdote à propos des Propylées et non du Parthénon ; selon lui, c'est une statue de bronze d'Athéna Hygiéia que consacre Périclès.
Si l'on suit la version de Pline, elle placerait la statue vers 438 av. J.-C., date à laquelle est achevée la structure soutenant les frontons du Parthénon. Le sujet pourrait rattacher Styppax à l'école de Myron : la représentation du sujet en pleine action est typiquement myronienne et l'on sait que Lycius, fils de Myron, est l'auteur d'une statue d'un garçon soufflant sur le feu.
Le thème du Splanchnoptès n'est pas une scène de genre, mais une étape d'un rituel religieux, probablement rattaché au culte d'Athéna Hygiéia. Il réapparaît sur des vases attiques à figures rouges de 430-420 av. J.-C., qui s'inspireraient de la statue de Styppax. On l'a également identifiée dans une copie romaine provenant de l'Olympiéion d'Athènes et dans une statuette en bronze de Dodone, toutes deux conservées au Musée national archéologique d'Athènes,.